# Janitzio
Janitzio ou Île de Janitzio est la plus grande des cinq îles du Lac de Pátzcuaro dans l'État de Michoacán, Mexique.
La ville de Janitzio, qui signifie « fleur de maïs » en purépecha, est située au sommet d'une colline sur l'île.

## Statue de José María Morelos
Une statue de 40 mètres de haut de José María Morelos, héros de l'indépendance du Mexique, commencée en 1933, se trouve au point le plus élevé de l'île.

## Population
Certains habitants de Janitzio et des villages qui entourent le lac sont d'origine indigène et sont connus sous le nom de Purépechas.
Janitzio propose de l'artisanat régional. Une variété de textiles et d'œuvres d'art faits main sont vendus.

## Manifestations culturelles et festivités
La principale fête est le « Día de Muertos » ou le Jour des Morts.
Des processions de bateaux aux chandelles se dirigent vers l'île, puis vers l'église et le cimetière de Janitzio, où ils restent toute la nuit pour une grande veillée festive avec beaucoup d'alcool.